# Друга облога Месолонгіона

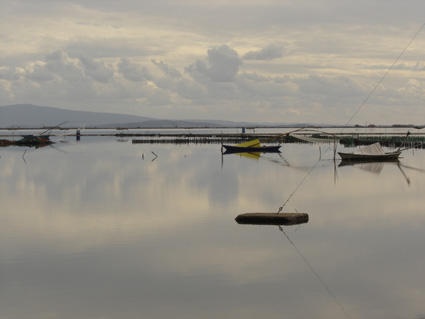
Лиман Месолонгіона

Друга облога Месолонгіона — епізод грецької Визвольної війни 1821−1829 років. Була здійснена османами наприкінці 1823 року після мобілізації турецько-албанських сил областей Шкодер, північна Албанія та Епір.

## Передісторія
У грудні 1822 року османські сили не зуміли взяти місто Месолонгіон на заході Середньої Греції (перша облога Месолонгіона). Султан зобов’язав Мустаї-пашу виступити з північної Албанії проти грецьких повстанців та взяти місто. Грецький воєначальник Маркос Боцаріс своїм зухвалим нічним нальотом на турецький табір (битва при Карпенісі) спробував перервати цей турецький похід. Турки зазнали важких втрат, але й самого Боцаріса було вбито в тому бою.

## Бій поблизу гори Каліакуда
Після загибелі Маркоса Боцаріса командування суліотами прийняв Зігуріс Цавелас.
Разом з іншими воєначальниками він розташувався на перевалі гори Каліакуда (2100 м), найвищої точки ному Евританія. З підкріпленнями в 400 бійців, що прибули з півострова Пелопоннес під командуванням Родопулоса, загальна кількість грецьких сил сягнула 2 тисяч бійців. Позиція була сильною. На прикриття стежки, що виводила в тил грецьких позицій, була відряджена невеличка група під командуванням Садімаса. Мустаї-паша, зібравши свої сили після битви при Карпенісі, з’явився перед грецькими позиціями 28 серпня. 3 турецьких атаки результату не мали. Проте наступного ранку позаду грецьких позицій вже перебували 400 мірдитів (албанців-католиків).
Греки були оточені й були змушені прориватись. Під час прориву загинуло 200 повстанців. Серед них був і їхній командир Зігуріс Цавелас. Дорога на Месолонгіон була відкрита.

## Етоліко
Призначений урядом епарх (правитель) західної Середньої Греції Константінос Метаксас зумів переконати воєначальників Кіцоса Цавеласа, Рангоса, Іскоса й Костаса Боцаріса зачинитись зі своїми загонами за міською стіною. Їх загальна чисельність становила 3500 бійців.
20 вересня армія Мустаї-паші з’явилась перед Месолонгіоном. Захисники приготувались до бою але, на їх подив, Мустаї не став атакувати сам Месолонгіон, а розбив табір навпроти рибальського містечка Етолікон (2 тисячі населення в ті часи), розташованого на острівці в лагуні.
Це рішення Мустаї важко пояснити й тепер. Присутність турецької ескадри Хосрефа-паші за лагуною жодним чином не могла допомогти йому у взятті Етоліко, оскільки лише човни-плоскодонки були придатними для такої мети.
Етолікон захищали 500 бійців під командуванням суліота Кіцоса Костаса.
Турки встановили гармати на березі й 5 жовтня відкрили вогонь по острівцю. Греки, маючи вільний доступ до нього, на човнах переправили з Месолонгіона 6 гармат. Командував ними інженер Міхалос Коккініс. Під керівництвом останнього грецькі гармати накрили вогнем турецькі та, зазнавши втрат, турецькі батареї припинили вогонь і відійшли. Спроба турків установити гармати на плоскодонки й атакувати Етоліко завершилась невдало, оскільки грекам удалось спалити їх.

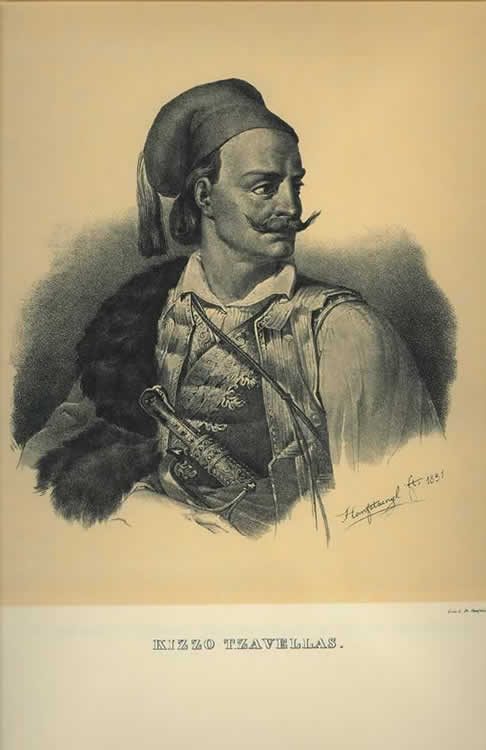
Кіцос Цавелас

17 листопада Кіцос Цавелас із 250 суліотами та 50 місцевими жителями влаштував засідку в Скалі, де перехопили турецький обоз. 130 турків було вбито. Трофеї, включаючи 40 коней, були переправлені до Месолонгіона.
Невдовзі у таборах Мустаї-паші й Омера-вріоні почала гостро відчуватись нестача продовольства й почались хвороби. 30 листопада, за 70 днів після початку облоги, турки зняли її та повернулись: Омер-вріоні до Арти, а Мустаї-паша до себе в Шкодер.
З початку тієї експедиції й до зняття блокади турко-албанці втратили убитими 4 тисячі чоловік. До самого завершення війни «греки» північної Албанії уникали участі у війні проти повсталої Греції.

## Наслідки
Месолонгіон вистояв удруге й залишився центром Революції на заході Середньої Греції.  Лорд Байрон прибув до міста одразу після другої облоги й помер там у квітні 1824 року.
Об’єднані турецько-єгипетські сили розпочали нову облогу міста (третя облога Месолонгіона) 1825 року, й за рік героїчної оборони його захисники здійснили настільки ж трагічний прорив у квітні 1826.